# University College London

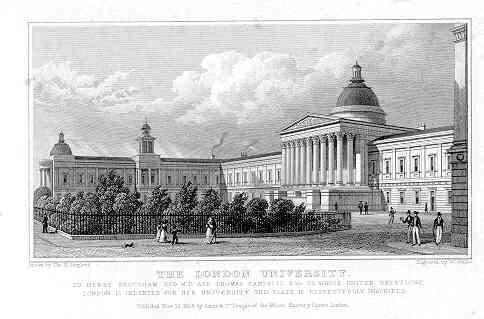
University College London in 1826

University College London (UCL) is een Britse universiteit. Het is een van de colleges binnen de Universiteit van Londen. UCL staat wereldwijd hoog aangeschreven.
UCL werd opgericht in 1826. Het was de eerste universitaire instelling opgericht in Londen, de eerste universitaire instelling in het Verenigd Koninkrijk opgericht op een volledig seculiere basis, die studenten toeliet ongeacht hun godsdienst en de eerste die vrouwen op gelijke voet met mannen toeliet. UCL was een van de twee colleges die de Universiteit van Londen in 1836 oprichtten.
UCL bevindt zich consequent in de top vijf van universitaire instellingen in het Verenigd Koninkrijk. In 2009 rangschikte de Times Higher Education World University Rankings UCL als 4e in de wereld. De Academic Ranking of World Universities van 2014 rangschikte UCL als 4e in Europa en 3e van het Verenigd Koninkrijk.
De universiteit bevindt zich in het centrum van Londen, in de deelgemeente Camden.

## Algemeen
UCL biedt meer dan 200 opleidingen aan in de traditionele vakgebieden. Veel studenten krijgen de mogelijkheid om een deel van hun studie in het buitenland door te brengen; UCL heeft honderden samenwerkingsverbanden op het gebied van onderzoek en onderwijs.
Hoewel UCL vrijwillig onderdeel blijft van de Universiteit van Londen, is het in veel opzichten een zelfstandige universiteit, die zelf graden mag verlenen. UCL is groter is dan de meeste andere universiteiten in het Verenigd Koninkrijk.
In 2016 waren er ten minste 29 Nobelprijswinnaars onder de alumni en de (huidige en voormalige) staf van UCL.
In 2008 had UCL een jaarlijkse omzet van 635 miljoen pond en vaste activa ter waarde van 581 miljoen pond.

## Toelating
Toelating aan UCL is zeer selectief, met name voor zeer populaire opleidingen zoals economie en Europese sociale en politieke wetenschappen. Een groot deel van de mensen die zich aanmelden halen de hoogst haalbare cijfers in het Britse schoolsysteem. Voor de meerderheid van de studies is aanmelding via het centrale Britse UCAS-systeem verplicht.

## Bekendealumnien medewerkers
UCL alumni variëren van Mahatma Gandhi en Alexander Graham Bell, tot alle vier de leden van de band Coldplay, evenals twee leden van de band Keane. Hieronder een lijst met enkele bekende alumni en medewerkers.
- Alexander Graham Bell, uitvinder
- Francis Crick, moleculair bioloog, medeontdekker van de moleculaire structuur van DNA
- Augustus De Morgan, wiskundige en logicus
- Frederick Donnan, Iers fysisch-chemicus
- Mahatma Gandhi, Indiaas onafhankelijkheidsactivist
- Ricky Gervais, acteur
- Hubert-Jan Henket, architect
- Noreena Hertz, econoom en activist
- Jonathan Israel, historicus
- William Stanley Jevons, econoom
- John Lindley, botanicus
- James Mallet, entomoloog
- Michael Marmot, epidemioloog
- Chris Martin, zanger van Coldplay
- Christopher Nolan, filmregisseur
- George Simon, kunstenaar

## Samenwerkingsverbanden
UCL is lid van de Russell Group of Universities, de European University Association, de Association of Commonwealth Universities, Universities UK, en de League of European Research Universities.
Amsterdam (UvA) ·
Barcelona ·
Cambridge ·
Edinburgh ·
Freiburg ·
Genève ·
Heidelberg ·
Helsinki ·
Leiden ·
Leuven ·
Londen (UCL) ·
Lund ·
Milaan ·
München (LMU) ·
Oxford ·
Parijs (Sorbonne) ·
Parijs-Saclay ·
Stockholm (Karolinska-instituut) ·
Straatsburg (Louis Pasteur) ·
Utrecht ·
Zürich
Albanië: Universiteit van Tirana, Technische Hogeschool van Tirana · 
België: Vrije Universiteit Brussel, Université libre de Bruxelles · 
Bulgarije: Sofia Universiteit St. Kliment Ohridski · 
Cyprus: Universiteit van Cyprus · 
Duitsland: Vrije Universiteit Berlijn, Humboldtuniversiteit · 
Denemarken: Universiteit van Kopenhagen · 
Estland: Technische Universiteit Tallinn, Universiteit van Tallinn · 
Finland: Universiteit van Helsinki · 
Frankrijk: Sorbonne Université, Université Sorbonne-Nouvelle, Universiteit Paris-Dauphine ·
Griekenland: Universiteit van Athene · 
Hongarije: Loránd Eötvös-universiteit · 
Ierland: Nationale Universiteit van Ierland, Dublin · 
Italië: Universiteit Sapienza Rome, Universiteit van Rome Tor Vergata, Roma Tre-universiteit · 
Kroatië: Universiteit van Zagreb · 
Letland: Universiteit van Letland · 
Litouwen: Universiteit van Vilnius · 
Nederland: Universiteit van Amsterdam · 
Noord-Macedonië: Universiteit van Skopje · 
Noorwegen: Universiteit van Oslo · 
Oostenrijk: Universiteit van Wenen · 
Polen: Universiteit van Warschau · 
Portugal: Universiteit van Lissabon · 
Roemenië: Universiteit van Boekarest · 
Rusland: Staatsuniversiteit van Moskou · 
Slowakije: Comenius Universiteit Bratislava · 
Slovenië: Universiteit van Ljubljana · 
Spanje: Autonome Universiteit van Madrid, Complutense-universiteit van Madrid · 
Tsjechië: Karelsuniversiteit Praag · 
Verenigd Koninkrijk: University College London · 
IJsland: Universiteit van IJsland · 
Zweden: Universiteit van Stockholm · 
Zwitserland: Universiteit van Lausanne